# نادي استقلال هرات
نادي استقلال هرات لكرة القدم (بالفارسية: باشگاه فوتبال استقلال هرات)، هي نادي رياضي لكرة القدم في مدينة هرات الأفغانية، أسست سنة 1989م أي 1368 هجرية شمسية، وتلعب في الدوري الأفغاني لكرة القدم.